# Seebrücke Heringsdorf

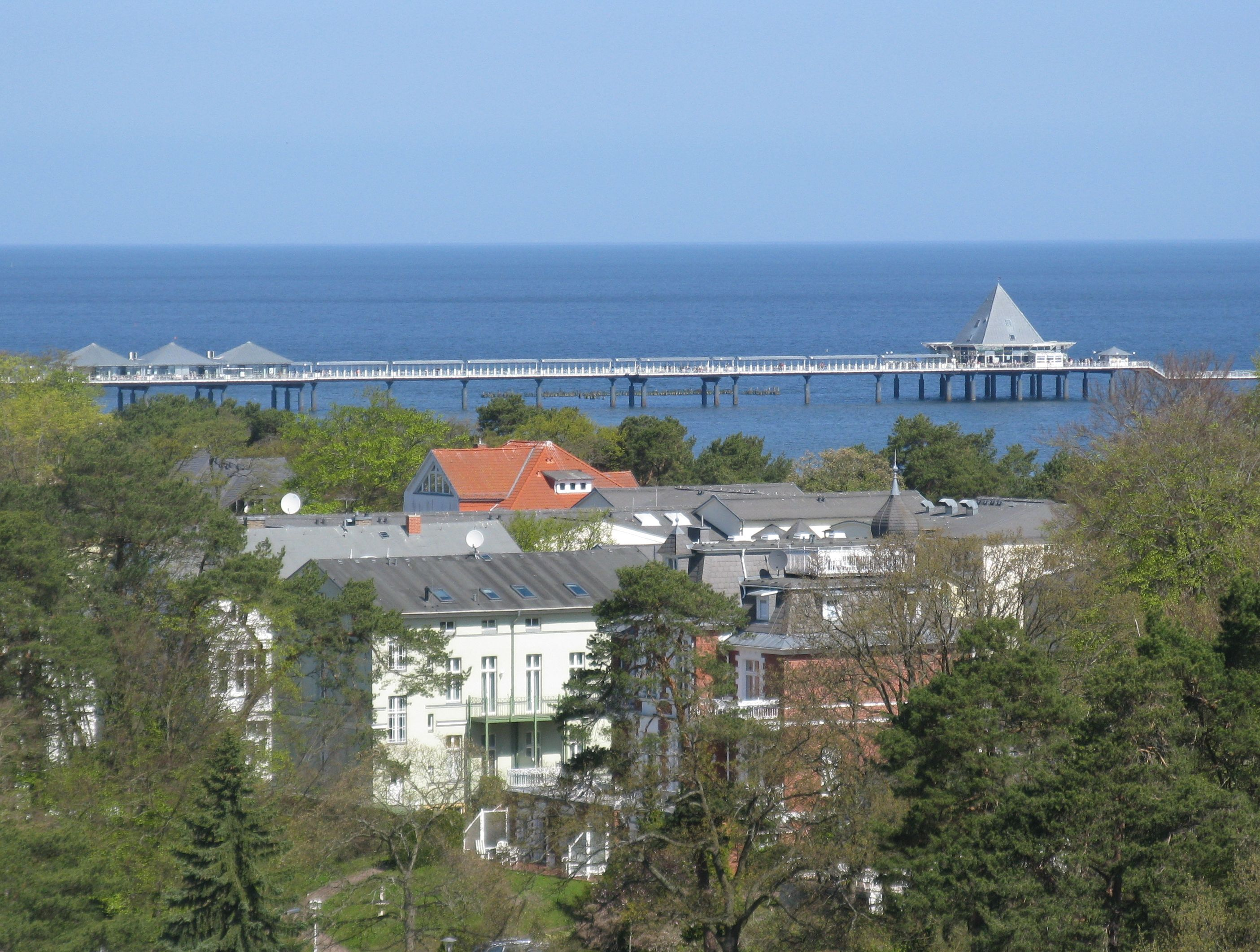
Seebrücke Heringsdorf, Seesteg 2013

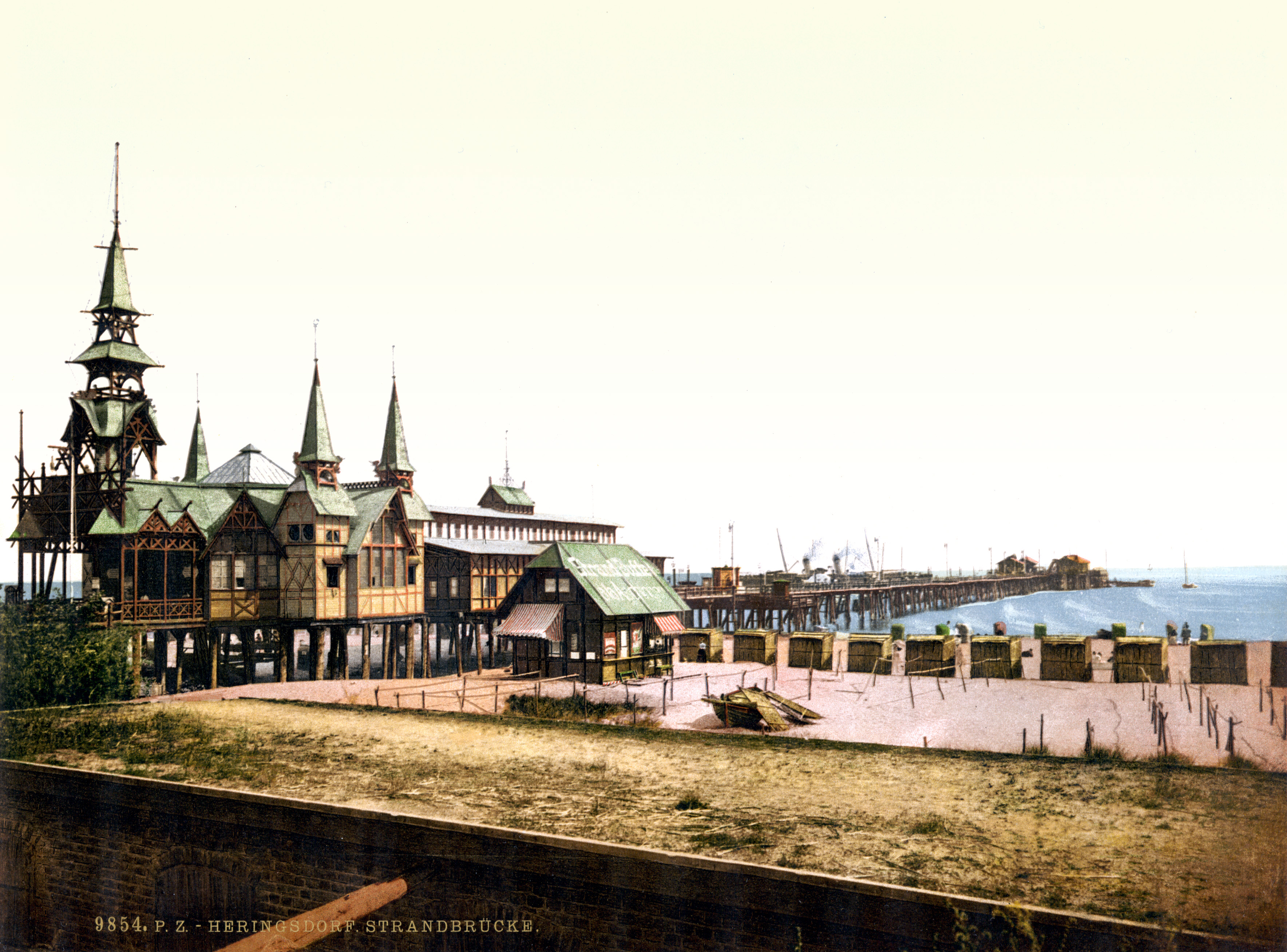
Kaiser-Wilhelm-Brücke, Gesamtansicht um 1900 (Photochromprint), 1958 abgebrannt

Die Seebrücke Heringsdorf im Ostseeheilbad Heringsdorf auf der Ostseeinsel Usedom ist mit 508 m Länge die drittlängste Seebrücke in Deutschland.

## Geschichte

### Kaiser-Wilhelm-Brücke
Ihr Vorgängerbau in Heringsdorf war die 1891 bis 1893 im Auftrag der Aktiengesellschaft Seebad Heringsdorf in Holz errichtete, 500 Meter lange Kaiser-Wilhelm-Brücke. Diese war mit Türmchen und Kolonnaden gestaltet und beherbergte zahlreiche Restaurants und Geschäfte. Nach dem Entwurf des Berliner Architekten Johannes Lange wurde die Seebrücke von der Wolgaster Actien-Gesellschaft für Holzbearbeitung gebaut. Die Bauzeichnungen befinden sich im Landesarchiv Greifswald. Im Jahr 1903 wurde die Seebrücke durch einen seitlichen Anleger für Küstenpassagierschiffe ergänzt, die so genannte ODIN-Brücke.
Nach dem Zweiten Weltkrieg wurde die Brücke kaum noch genutzt und gepflegt. Die Gebäude am Strand wurden bald abgerissen. Am 27. Juni 1958 vernichtete ein Feuer den inzwischen marode gewordenen Seesteg. Zwei Jugendliche wurden wegen Brandstiftung verurteilt.

### Heutige Seebrücke
Die heutige Brücke wurde im Jahr 1995 rund 50 Meter neben dem Standort ihrer Vorgängerin und rund 50 Meter länger errichtet. Vom 508 Meter langen Bauwerk sind etwa 300 Meter ein überdachter, über dem Wasser der Ostsee auf Pfählen errichteter Seesteg. Am Ende der Seebrücke befindet sich ein Restaurant mit einem auffälligen, pyramidenförmigen Dach. Die letzten Meter der Brücke führen hinab zum Anleger, von dem aus Ausflugsschiffe Heringsdorf mit anderen Seebädern verbinden. An Land beginnt die Seebrücke mit einem Gebäudekomplex, in dem Restaurants, Geschäfte und Ferienwohnungen untergebracht sind.
Eine Erweiterung der Seebrücke durch eine Marina wurde über mehrere Jahre geplant. Dabei sollten 150 Liegeplätze, 30 Ferienwohnungen und eine Gastronomie entstehen. Diese Variante wurde im November 2012 aus finanziellen Gründen verworfen, da eine öffentliche Förderung über 20 Millionen Euro nach Angaben des Wirtschaftsministeriums von Mecklenburg-Vorpommern zu dieser Zeit nicht realisierbar war.

## Siehe auch

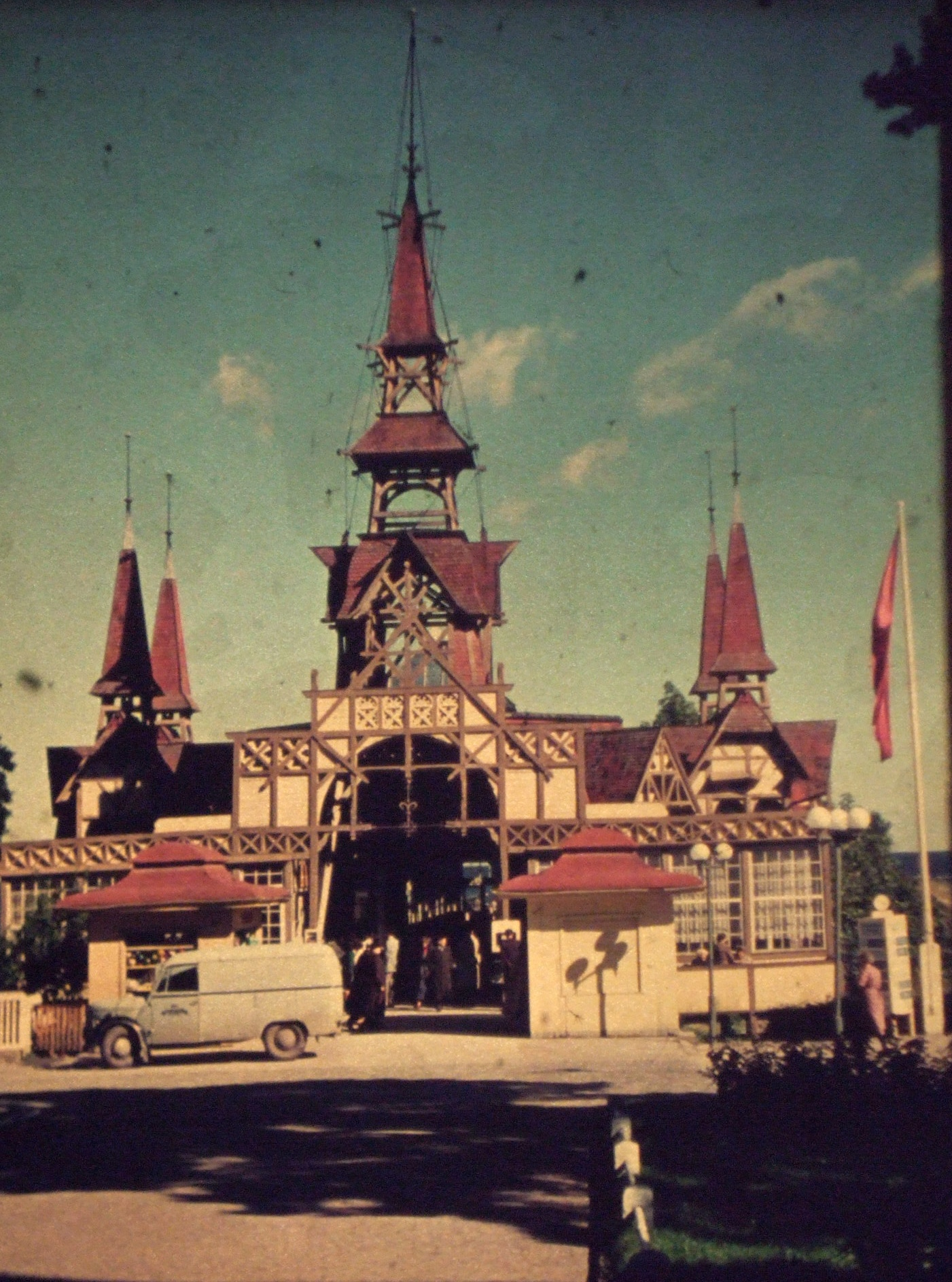
Kaiser-Wilhelm-Brücke, ca. 1956/1957